# Miquel Àngel Frau Caldentey
Miquel Àngel Frau Caldentey (Palma, 1963) és un veterinari i especialista en qualitat alimentària mallorquí.
Es va llicenciar en veterinària a la Universitat de Còrdova, el 1986. El 1984 es doctorà en ciències químiques a la Universitat de les Illes Balears amb la tesi Estudio de la composición química y la microestructura del queso Mahón. Va estudiar les característiques i realitat del formatge de Formentera. Va publicar, amb Pere Quetglas Llodrà, el llibre Presentación y clasificación de canales. Marcado Sanitario (1989). És autor, amb Marta Vera i Immaculada Munar, de Diagnosi de la producció i comercialització dels productes amb denominació de qualitat del 2006, 2007, 2008, 2009 i 2010. Sota el seu impuls s'han constituït i organitzat bona part de les denominacions d'origen i indicacions geogràfiques protegides de les Illes Balears. És cap de servei de Control i Qualitat Alimentària a la Conselleria d'Agricultura, Pesca i Alimentació del Govern Balear.